# Wijken en buurten in Winsum
De Nederlandse gemeente Winsum is voor statistische doeleinden onderverdeeld in wijken en buurten. De gemeente is verdeeld in de volgende statistische wijken:
- Wijk 00 (CBS-wijkcode:005300)
- Wijk 01 (CBS-wijkcode:005301)
- Wijk 02 (CBS-wijkcode:005302)
- Wijk 03 (CBS-wijkcode:005303)

Een statistische wijk kan bestaan uit meerdere buurten. Onderstaande tabel geeft de buurtindeling met kentallen volgens het Centraal Bureau voor de Statistiek (2008):
| CBS-buurtcode | Buurtnaam                | Inwonertal | Opp. totaal (ha) | Opp. land (ha) | Ligging                |
| ------------- | ------------------------ | ---------- | ---------------- | -------------- | ---------------------- |
| BU00530000    | Winsum                   | 1380       | 79               | 78             | Locatie in de gemeente |
| BU00530001    | Obergum                  | 1670       | 68               | 66             | Locatie in de gemeente |
| BU00530002    | Ripperda                 | 1870       | 48               | 47             | Locatie in de gemeente |
| BU00530003    | Potmaar                  | 960        | 51               | 50             | Locatie in de gemeente |
| BU00530004    | De Brake                 | 1430       | 58               | 48             | Locatie in de gemeente |
| BU00530009    | Verspreide huizen Winsum | 300        | 2486             | 2438           | Locatie in de gemeente |
| BU00530100    | Ezinge                   | 750        | 59               | 58             | Locatie in de gemeente |
| BU00530101    | Feerwerd                 | 170        | 18               | 18             | Locatie in de gemeente |
| BU00530102    | Garnwerd                 | 320        | 18               | 18             | Locatie in de gemeente |
| BU00530109    | Verspreide huizen Ezinge | 350        | 2249             | 2200           | Locatie in de gemeente |
| BU00530200    | Baflo                    | 1710       | 63               | 62             | Locatie in de gemeente |
| BU00530201    | Den Andel                | 410        | 55               | 55             | Locatie in de gemeente |
| BU00530202    | Rasquert                 | 180        | 21               | 20             | Locatie in de gemeente |
| BU00530203    | Tinallinge               | 50         | 13               | 13             | Locatie in de gemeente |
| BU00530204    | Saaxumhuizen             | 20         | 5                | 5              | Locatie in de gemeente |
| BU00530209    | Verspreide huizen Baflo  | 410        | 3082             | 3065           | Locatie in de gemeente |
| BU00530300    | Adorp                    | 510        | 46               | 46             | Locatie in de gemeente |
| BU00530301    | Sauwerd                  | 1060       | 33               | 33             | Locatie in de gemeente |
| BU00530302    | Wetsinge                 | 60         | 10               | 10             | Locatie in de gemeente |
| BU00530309    | Verspreide huizen Adorp  | 290        | 1791             | 1774           | Locatie in de gemeente |